# Märtha Louise von Norwegen

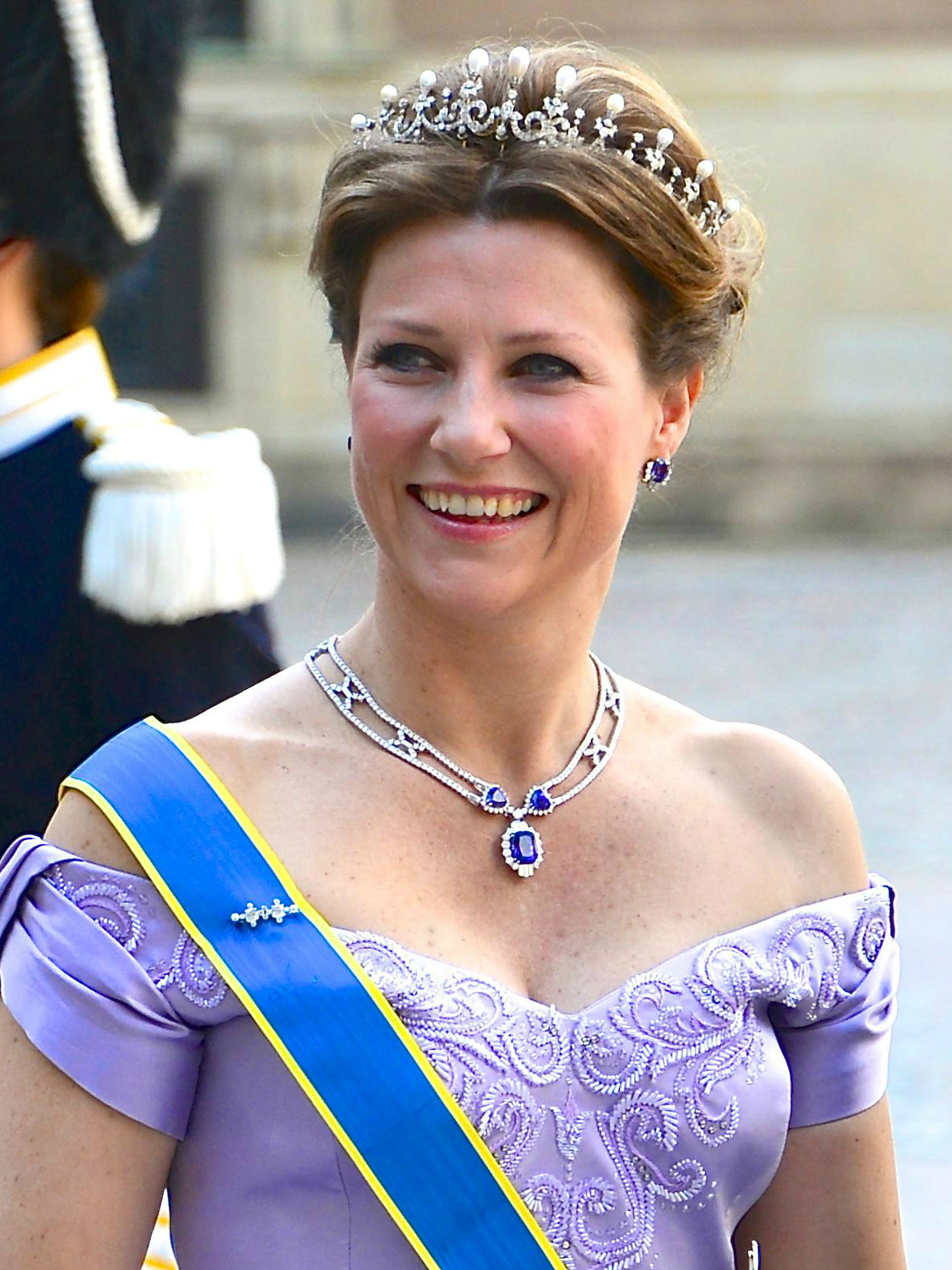
Märtha Louise (2013)

Märtha Louise, Prinzessin von Norwegen (* 22. September 1971 in Oslo) ist eine Angehörige des norwegischen Königshauses und Geistheilerin. Sie ist das älteste Kind von König Harald V. von Norwegen und dessen Frau Sonja von Norwegen. In der norwegischen Thronfolge steht sie auf Platz vier.

## Leben
Märtha Louise von Norwegen wurde nach ihrer Großmutter Märtha von Schweden und ihrer Ururgroßmutter Louise von Schweden-Norwegen benannt. Sie entstammt dem Haus Schleswig-Holstein-Sonderburg-Glücksburg, einer Nebenlinie des Hauses Oldenburg.
Zusammen mit ihren Eltern und ihrem Bruder Haakon verbrachte sie ihre Kindheit in ländlicher Umgebung auf dem königlichen Gut Skaugum in Asker bei Oslo. Sie besuchte einen öffentlichen Kindergarten und die kommunale Grundschule in Smestad. Im Jahr 1990 legte sie ihr Abitur am Christlichen Gymnasium in Oslo ab. Sie studierte anschließend Literatur in Oxford (ohne Abschluss).
1990 trainierte sie in Großbritannien Springreiten und war später Mitglied der norwegischen Nationalmannschaft im Springreiten. 2000 beendete sie ihre Reitkarriere. Zwischen 1992 und 1997 absolvierte sie in Oslo eine Ausbildung zur Physiotherapeutin. Als Abschluss dieser Ausbildung durchlief sie eine praktische Phase in Maastricht. 2000 legte sie ihren Abschluss in der Rosen-Methode, eine nach deren Erfinderin Marion Rosen benannte mit Muskelentspannung arbeitende Behandlung, ab.

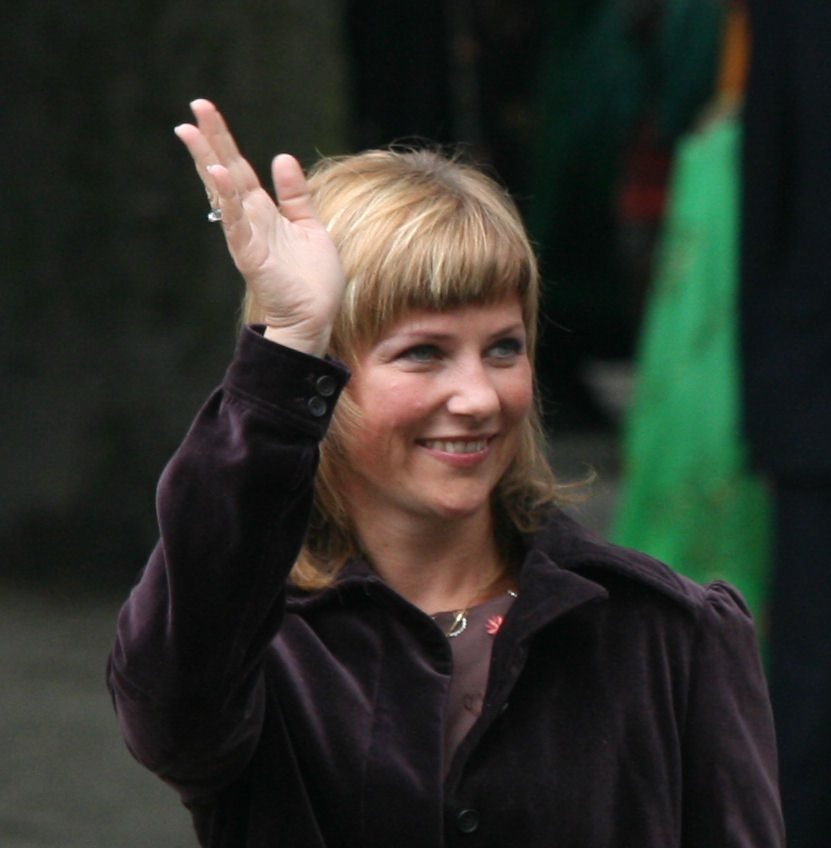
Märtha Louise in Stavanger, Norwegen (2007)

Märtha Louise von Schleswig-Holstein-Sonderburg-Glücksburg nahm bis 2022 Aufgaben für das Königshaus wahr. Sie war Schirmherrin von sechs karitativen Organisationen. Bei ihrer Geburt wurde der „H.K.H. Prinsesse Märtha Louises Fond“ gegründet, der behinderte Kinder unterstützt. Sie verfasste mehrere Kinderbücher und gab ein Hörbuch und mehrere Bücher mit norwegischen Volksmärchen heraus. Auch im norwegischen Fernsehen war sie als Märchenerzählerin zu sehen.
Prominent wurde ihre Tätigkeit als Geistheilerin. Von 2007 bis 2018 leitete sie ihr eigenes esoterisches Therapiezentrum „Astarte Education“. Das Zentrum bot Kurse zu den Themen Handauflegen und Selbstheilung und Kommunikation mit Engeln und Toten an. Für die Gründung wurde sie in den Medien und auch von Kirchenvertretern scharf kritisiert. 2014 wurde der Name des Schulungszentrums in Soulspring geändert.

### Ehen und Familie
Im Jahr 2002 heiratete sie den Schriftsteller Ari Behn. Durch ihre Heirat verlor Märtha Louise ihr Prädikat „Königliche Hoheit“, behielt aber den Titel einer Prinzessin von Norwegen. Nach ihrer Heirat verzichtete sie auf alle Apanagen. 2016 wurde die Trennung der Eheleute bekanntgegeben. Die Ehe wurde im Januar 2017 geschieden. Ari Behn nahm sich am 25. Dezember 2019 das Leben.
Mit Behn hat sie drei Töchter: 
- Maud Angelica Behn (* 29. April 2003)
- Leah Isadora Behn (* 8. April 2005)
- Emma Tallulah Behn (* 29. September 2008)

Seit 2018 arbeitet Märtha Louise mit dem US-amerikanischen „Schamanen“ Durek Verrett zusammen, mit dem sie eine Fernbeziehung führte. Ihre Aktivitäten als Geistheilerin und Verwendung des Titels „Prinzessin“ in ihrer Geschäftstätigkeit wurden in Norwegen immer wieder kontrovers diskutiert. 2019 kündigte sie an, den Titel nicht mehr für ihre kommerzielle Tätigkeit zu verwenden. Sie verlobte sich im Juni 2022 mit Verrett und erklärte im November 2022, zukünftig keine offiziellen Aufgaben des Königshauses mehr wahrzunehmen. Im September 2023 kündigte das Paar an, dass es am 24. August 2024 in Geiranger zu heiraten beabsichtige. Nachdem sie die Hochzeit verschoben hatten, heirateten sie am 31. August 2024. Die Bildrechte an der Hochzeit hat sie an die britische Zeitschrift Hello! verkauft, die Filmrechte hat sich Netflix gesichert.

## Veröffentlichungen
- Norske folkeeventyr. Riksteatret, Oslo 2002. (Norwegische Volksmärchen. Hörspiel mit der Prinzessin als Sprecher)
- Julekonsert: det skjedde i de dager. Oslo Gospel Choir, Prinsesse Märtha Louise, Sigvart Dagsland. Kirkelig kulturverksted, Oslo 2002. (CD von einem Weihnachtskonzert, bei dem die Prinzessin gesungen hatte)
- Prinsessen i eventyrriket. Buena Vista Home Entertainment, Oslo 2002 (DVD: Die Prinzessin und das Märchenreich.)
- Fra hjerte til hjerte. Prinsesse Märtha Louise, Ari Mikael Behn. Press, Oslo 2002, ISBN 82-7547-149-4. (Von Herz zu Herz, Buch über ihre Hochzeit und eine Pilgerreise)
- Hvorfor de kongelige ikke har krone på hodet. J. W. Cappelens Forlag, Oslo 2004, ISBN 82-02-24206-1. (Englisch: Why Kings and Queens Don’t Wear Crowns. Skandisk, Bloomington 2005, ISBN 978-1-57534-037-1.) (Kinderbuch: Warum Könige und Königinnen keine Kronen tragen.)
- Eventyr fra jordens hjerte: Rodinia. Bazar, Oslo 2007, ISBN 978-82-92904-00-8. (Märchenbuch)
- Født sensitiv: våre historier. Cappelen Damm, Oslo 2017. (Deutsch: Hochsensibel geboren. Wie Empfindsamkeit stark machen kann. ISBN 978-3-442-22238-4)